# Centrolenidae
Las ranas de cristal o centrolénidos (Centrolenidae) son una familia de anfibios anuros. Se originaron y distribuyen por Sudamérica y también por Centroamérica. Presentan, en la mayoría de las especies, una coloración dorsal verde claro y una piel ventral transparente en algunos miembros de esta familia (especies del género Hyalinobatrachium, Teratohyla, Vitreorana). Los órganos internos, incluyendo el corazón, el hígado, el estómago y los intestinos son visibles a través de la piel debido a su transparencia. Esta particular característica es el origen de su nombre común.

## Taxonomía
La familia Centrolenidae es un clado (grupo monofilético) de anuros. Después de , la familia Centrolenidae fue considerada como estrechamente relacionada con la familia de las ranas arbóreas (Hylidae); sin embargo, recientes estudios filogenéticos han colocado a Centrolenidae (y a su taxón hermano, las familias Allophrynidae) más cercanamente relacionados con la familia Leptodactylidae.
La monofilia de Centrolenidae (excluyendo a Allophryne) está respaldada por algunos caracteres morfológicos y comportamentales como:
- Presencia de un proceso dilatado en el lado medial del tercer metacarpal (una sinapomorfía aparentemente única).
- Origen ventral del musculus flexor teres digiti III en relación con el musculus transversi metacarpi I.
- Falanges terminales en forma de T.
- Renacuajos exotróficos, lóticos, y fosoriales, con un cuerpo vermiforme y ojos con forma de C ubicados hacia el dorso, que viven enterrados entre la hojarasca y el lodo en el fondo de riachuelos y otros sistemas acuáticos
- Puestas de huevos depositadas fuera del agua en la vegetación o en rocas sobre el agua.

Algunas sinapomorfías moleculares apoyan la monofilia de este clado. En la taxonomía más reciente, se divide a las ranas de cristal en dos subfamilias y 12 géneros:

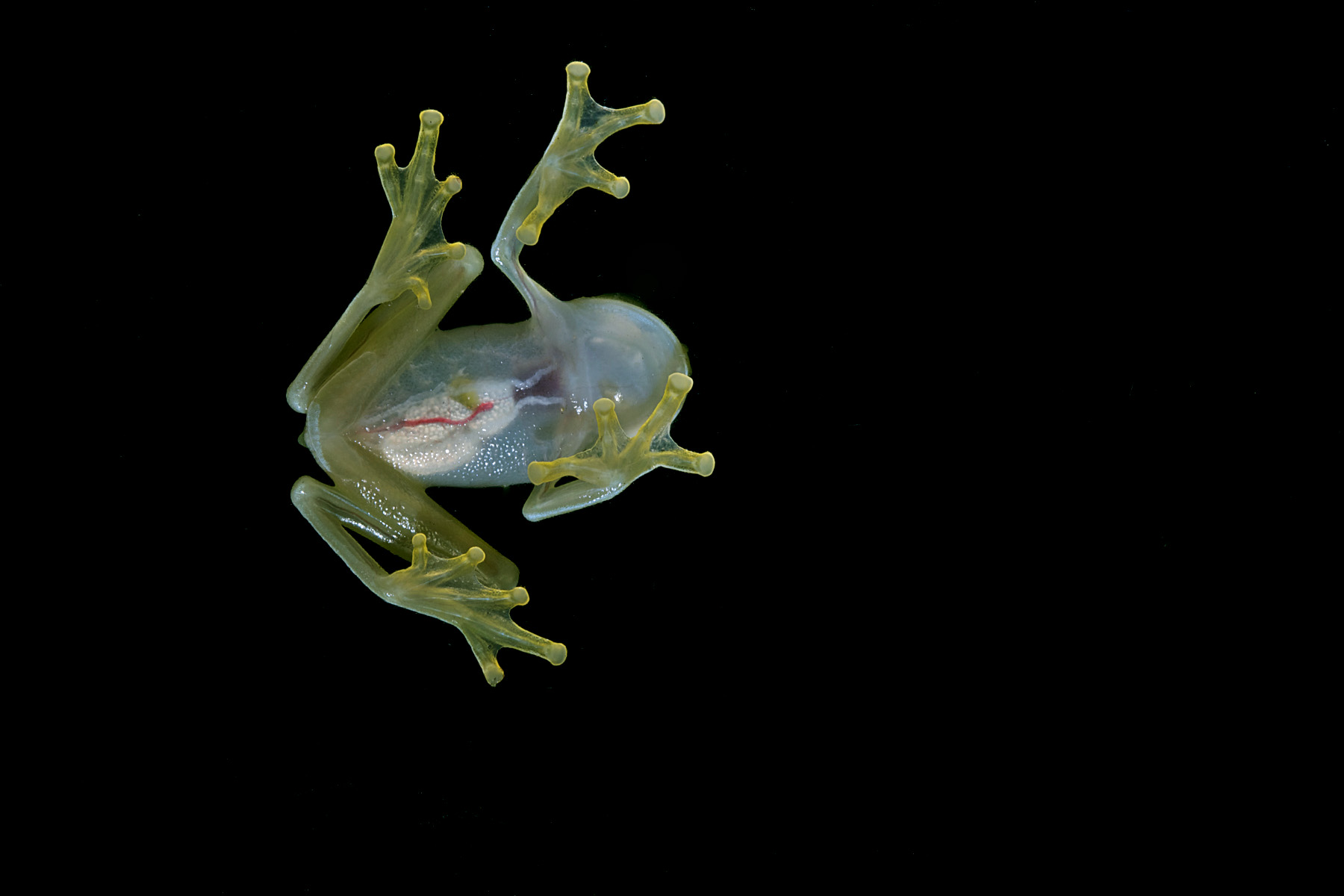
Vista ventral de Hyalinobatrachium colymbiphyllum en la que se pueden apreciar sus órganos internos.

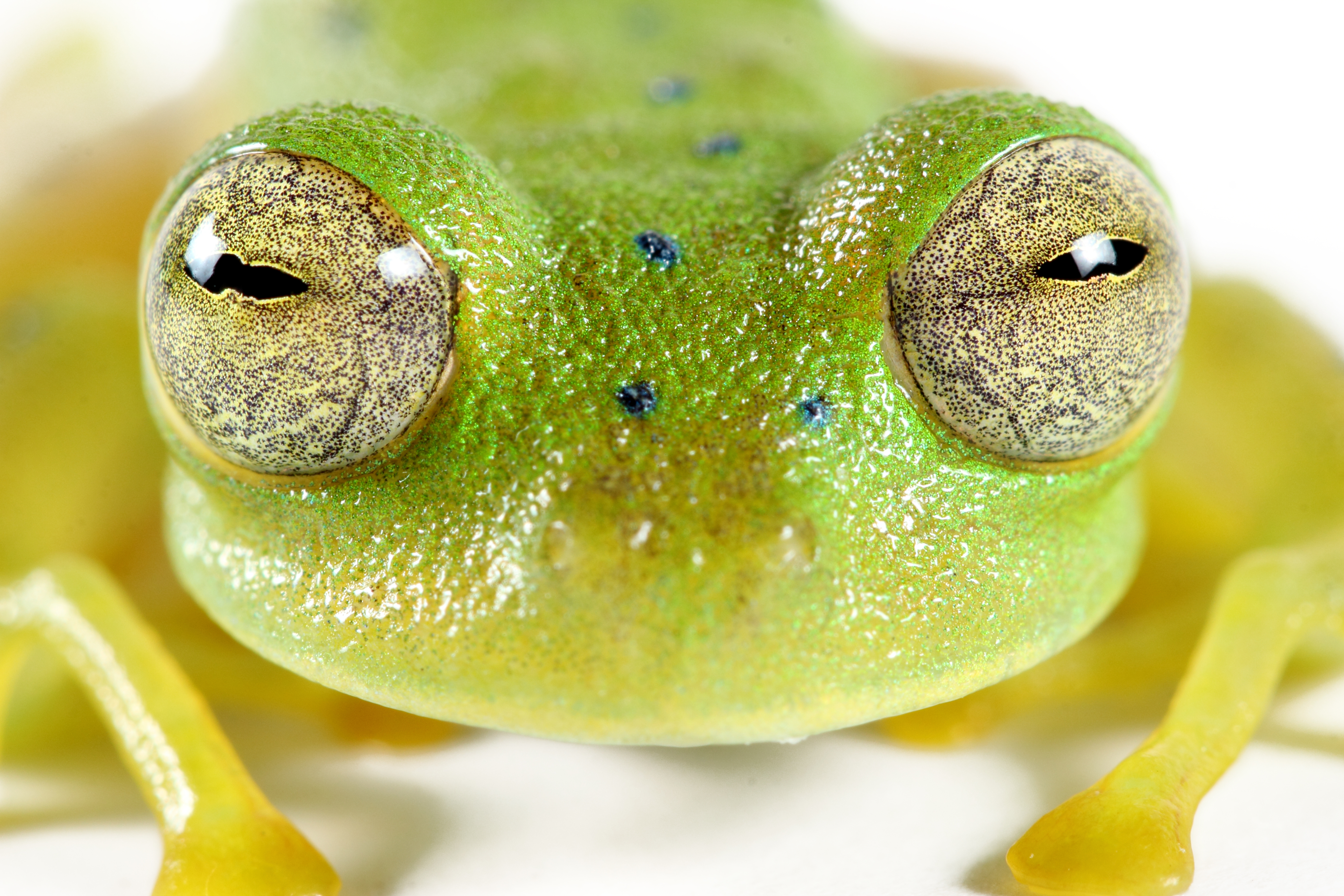
Ejemplar de Nymphargus cochranae.

Familia Centrolenidae (156 especies)
- Incertae sedis:
  - Género Ikakogi Guayasamin, Castroviejo, Trueb, Ayarzagüena, Rada & Vilá, 2009 (2 especies)
- Subfamilia Centroleninae Taylor, 1951 (119 especies)
  - "Centrolene" acanthidiocephalum (Ruiz-Carranza & Lynch, 1989)
  - "Centrolene" azulae (Flores and McDiarmid, 1989)
  - "Centrolene" medemi (Cochran and Goin, 1970)
  - "Centrolene" petrophilum Ruiz-Carranza & Lynch, 1991
  - "Centrolene" quindianum Ruiz-Carranza & Lynch, 1995
  - "Centrolene" robledoi Ruiz-Carranza & Lynch, 1995
  - "Cochranella" duidaeana (Ayarzagüena, 1992)
  - "Cochranella" euhystrix (Cadle & McDiarmid, 1990)
  - "Cochranella" geijskesi (Goin, 1966)
  - "Cochranella" ramirezi Ruiz-Carranza & Lynch, 1991
  - "Cochranella" riveroi (Ayarzagüena, 1992)
  - "Cochranella" xanthocheridia Ruiz-Carranza & Lynch, 1995
  - Género Centrolene Jiménez de la Espada, 1872 (tipo) (24 especies)
  - Género Chimerella Guayasamin, Castroviejo, Trueb, Ayarzagüena, Rada & Vilá, 2009 (2 especies)
  - Género Cochranella Taylor, 1951 (8 especies)
  - Género Espadarana Guayasamin, Castroviejo, Trueb, Ayarzagüena, Rada & Vilá, 2009 (5 especies)
  - Género Nymphargus Cisneros-Heredia & McDiarmid, 2007 (41 especies)
  - Género Rulyrana Guayasamin, Castroviejo, Trueb, Ayarzagüena, Rada & Vilá, 2009 (6 especies)
  - Género Sachatamia Guayasamin, Castroviejo, Trueb, Ayarzagüena, Rada & Vilá, 2009 (5 especies)
  - Género Teratohyla Taylor, 1951 (5 especies)
  - Género Vitreorana Guayasamin, Castroviejo, Trueb, Ayarzagüena, Rada & Vilá, 2009 (10 especies)
- Subfamilia Hyalinobatrachinae Guayasamin, Castroviejo, Trueb, Ayarzagüena, Rada & Vilá, 2009 (35 especies)
  - Género Celsiella Guayasamin, Castroviejo, Trueb, Ayarzagüena, Rada & Vilá, 2009 (2 especies)
  - Género Hyalinobatrachium Ruiz-Carranza & Lynch, 1991 (tipo) (33 especies)

## Características
Son en su mayoría de color verde, aunque muestran una gran variedad de tonos, desde verdes amarillentos a verdes oliva. Unas pocas especies tienen coloraciones marrones, y una especie (Cochranella mache) puede ser azul. Una de sus características más remarcables es que en alrededor de un cuarto de las especies sus órganos internos son visibles, especialmente en los miembros de la subfamilia Hyalinobatrachinae. Los machos de algunas especies cuentan con una espina humeral que usan para lucha entre ellos. 

## Distribución y hábitat

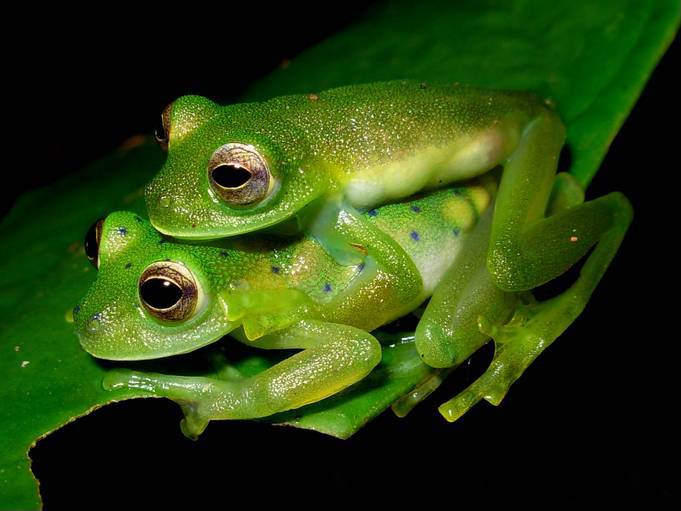
Espadarana prosoblepon en amplexo.

Las ranas tansparentes son nativas de los bosques de América Central y Sur, distribuidas desde el sur de México hasta Panamá y, a través de los Andes, desde Venezuela hasta Bolivia, con algunas especies a lo largo de las cuencas de los ríos Amazonas y Orinoco, el macizo de las Guayanas, el sureste de Brasil y el norte de Argentina y toda Colombia, razón por la que esta rana es el símbolo de la moneda de 500 pesos de este país.
Son ranas arbóreas y habitan en el sotobosque, en el estrato arbóreo o en zonas junto a ríos y arroyos de selvas tropicales.

## Comportamiento
Son ranas arbóreas y nocturnas. Ponen sus huevos sobre hojas o en rocas junto a arroyos. Los machos cantan situados encima o debajo de hojas. Algunas especies entablan combates territoriales. También algunos miembros de la familia protegen sus puestas de huevos frente a posibles depredadores.